# Diogo Lopes de Sequeira
Diogo Lopes de Sequeira (Alandroal, 8 settembre 1465 – Alandroal, 22 gennaio 1530) è stato un esploratore e ammiraglio portoghese.

## Biografia
Dom Diogo Lopes de Sequeira fu un fidalgo sotto Manuele I, re del Portogallo. Fu da lui incaricato di analizzare il potenziale commerciale del Madagascar e di Malacca. L'11 settembre 1509, Sequeira arrivò a Malacca, con una lettera da parte del re e l'incarico di fondare un rapporto commerciale con il sultanato di Malacca. Sfortunatamente per lui, i musulmani Tamil, ora potenti nella corte di Malacca e amici col Bendahara Tun Mutahir, erano ostili nei confronti dei portoghesi cristiani, e i mercanti Gujarati, anche loro musulmani, che avevano conosciuto i portoghesi in India, predicarono una guerra santa contro questi "infedeli". Alla fine, a causa dei dissensi tra Mahmud Shah e Tun Mutahir, fu ordito un complotto per uccidere de Sequeira, imprigionare i suoi uomini e catturare la flotta portoghese ancora ancorata al fiume Malacca. Nel giro di un anno a partire dal suo approdo a Malacca, de Sequeira fu costretto a fuggire, lasciando la maggior parte del suo equipaggio nelle mani dei Malacca, che li catturarono. Questo lasciò quindi spazio a Alfonso de Albuquerque per  sbarcare con una propria spedizione di conquiste.
Sequeira fu quindi posto come governatore dell'India portoghese (1518–1522), e nel 1520 guidò una campagna militare nel Mar Rosso e nell'Africa settentrionale, il che anticipò la prima legittima ambasciata portoghese in Etiopia.
Nel 1524, già sotto il regno di Giovanni III, partecipò alla Conferenza di Elvas e Badajoz dove il Portogallo, attraverso un trattato bilaterale, avrebbe contestato le Molucche con il regno di Castiglia, negli accordi di delimitazione ad est del Trattato di Tordesillas, dove, nonostante un rapporto poco favorevole col re, assunse una posizione favorevole fino all'ultimo.

## Famiglia
- Padre: Lopo Vaz de Sequeira
- Madre: D. Cecília de Menezes